# نوک‌خاری کلاه‌حنایی
نوک‌خاری کلاه‌حنایی (نام علمی: Chalcostigma ruficeps) نام یک گونه از سرده لکه‌برنزه‌ای‌ها است.